# Scharowetschka
Scharowetschka (ukrainisch und russisch Шаровечка, polnisch Szaraweczka) ist ein Dorf im Zentrum der ukrainischen Oblast Chmelnyzkyj mit etwa 2000 Einwohnern (2023).
Die Bewohner des im 17. Jahrhundert gegründeten Dorfes sind teils Nachkommen von vor über 300 Jahren aus Masowien eingewanderten Polen und werden von den Ukrainern Masuren  genannt. In den Jahren 1932–1933 wurden die Einwohner von Sokyrynzi Opfer des von der sowjetischen Regierung gezielt durchgeführten Hungersnot (Holodomor).

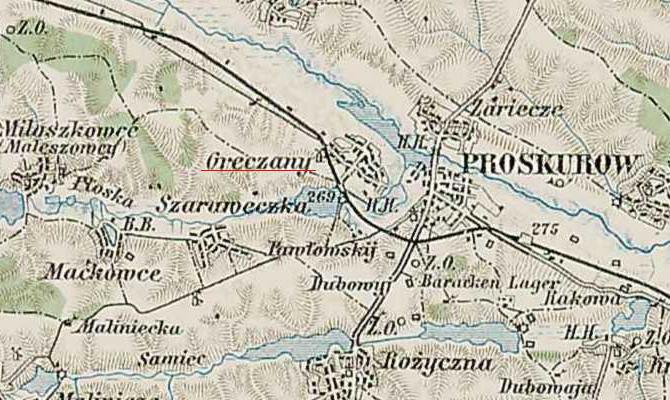
Scharowetschka (Szaraweczka) auf einer österreichischen Militärkarte von 1910

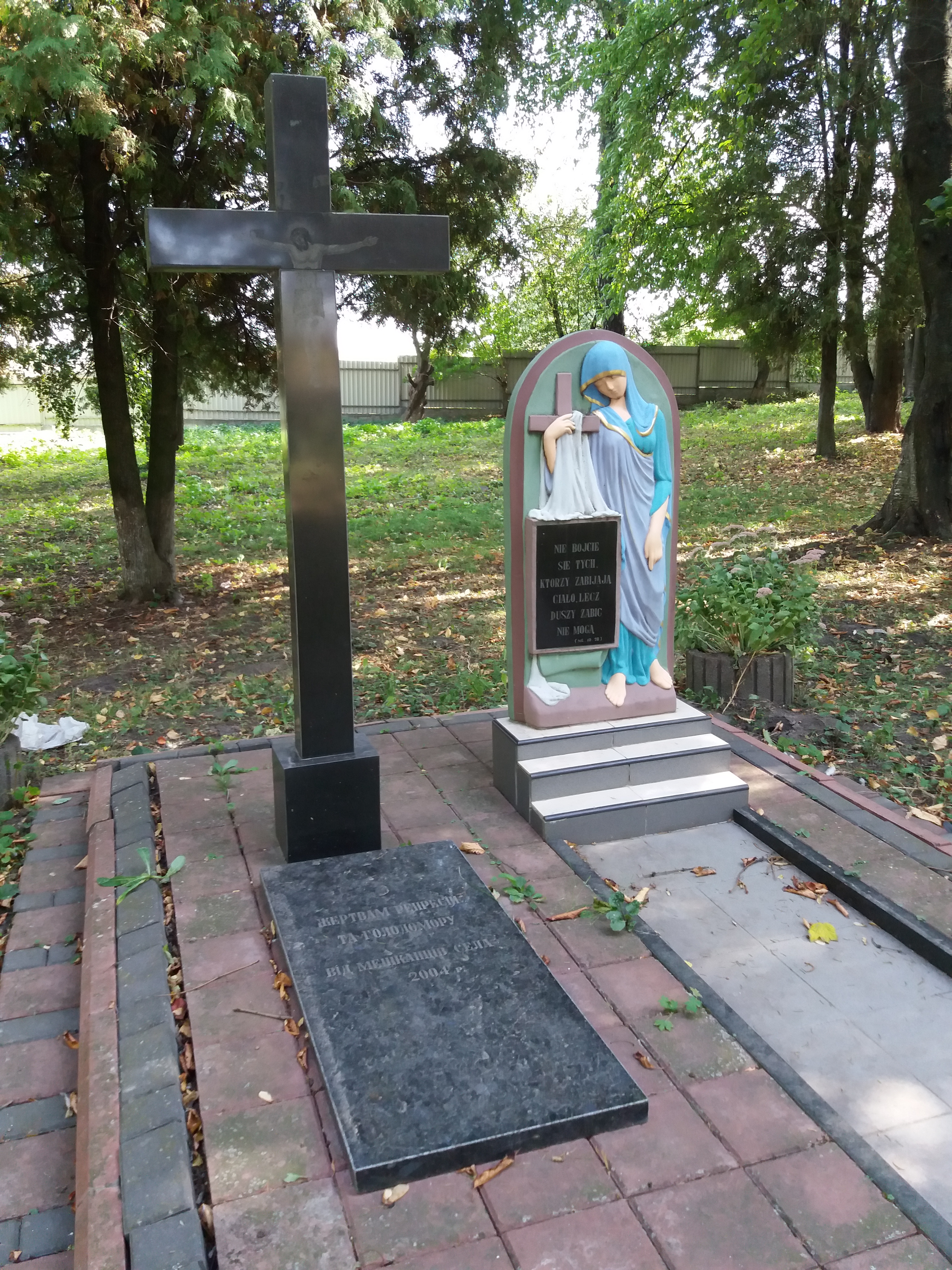
Gedenkkreuz für die Opfer des Holodomor

Die Ortschaft liegt 9 km westlich der Innenstadt des Rajon- und Oblastzentrums Chmelnyzkyj am Ufer der 30 km langen Ploska (Плоска), die wenige Kilometer weiter von rechts in den Südlichen Bug mündet.
Südlich des Dorfes verläuft die Fernstraße M 12.
Am 12. Juni 2020 wurde das Dorf ein Teil der neugegründeten Stadtgemeinde Chmelnyzkyj, bis dahin bildete es zusammen mit den Dörfern Mazkiwzi (Мацьківці), Malaschiwzi (Малашівці) und Wolyzja (Волиця) die gleichnamige Landgemeinde Scharowetschka (Шаровечківська сільська громада/Scharowetschkiwska silska hromada) im Zentrum des Rajons Chmelnyzkyj. Bis 2017 bildete sie die Landratsgemeinde Scharowetschka (Шаровечківська сільська рада/Scharowetschkiwska silska rada) zu der noch das Dorf Mazkiwzi gehörte.